# Pseudosphex deceptans
Pseudosphex deceptans är en fjärilsart som beskrevs av Hans Zerny 1912. Pseudosphex deceptans ingår i släktet Pseudosphex och familjen björnspinnare. Inga underarter finns listade.